# Gmina Kävlinge
Gmina Kävlinge (szw. Kävlinge kommun) – gmina w Szwecji, w regionie Skania, z siedzibą w Kävlinge.
Gminę zamieszkuje 26 024 osób, z czego 49,88% to kobiety (12 980) i 50,12% to mężczyźni (13 044). W gminie zameldowanych jest 801 cudzoziemców. Na każdy kilometr kwadratowy przypada 88,61 mieszkańca. Pod względem wielkości gmina zajmuje 259. miejsce.